# Xerophloea magna
Xerophloea magna är en insektsart som beskrevs av Paul W. Oman 1936. Xerophloea magna ingår i släktet Xerophloea och familjen dvärgstritar. Inga underarter finns listade i Catalogue of Life.